# Star Walkin'
"Star Walkin' (League of Legends Worlds Anthem)" é uma canção do rapper americano Lil Nas X. Foi lançada como single pela Columbia Records & Riot Games em 22 de setembro de 2022. O hino do Campeonato Mundial de League of Legends de 2022 foi escrito por Lil Nas X, Atia "Ink" Boggs e os produtores da música, Cirkut e Omer Fedi.

## Videoclipe
Um videoclipe influenciado por anime foi lançado em setembro de 2022.

## Gráficos
| Gráfico (2022–2023)                               | Pico de posição |
| ------------------------------------------------- | --------------- |
| Austrália (ARIA)                                  | 21              |
| Áustria (Ö3 Austria Top 75)                       | 26              |
| Belarus Airplay (TopHit)                          | 4               |
| Bélgica (Ultratop 50 de Flandres)                 | 26              |
| Bélgica (Ultratop 50 da Valônia)                  | 8               |
| Canadá (Canadian Hot 100)                         | 17              |
| Canadá (Billboard CHR/Top 40)                     | 7               |
| Canadá (Billboard Hot AC)                         | 19              |
| Comunidade dos Estados Independentes (Tophit)     | 5               |
| Croácia (HRT)                                     | 14              |
| República Checa (Rádio Top 100)                   | 4               |
| República Checa (Singles Digitál Top 100)         | 15              |
| Denmark (Tracklisten)                             | 16              |
| Estonia Airplay (TopHit)                          | 6               |
| França (SNEP)                                     | 18              |
| Alemanha (Offizielle Deutsche Charts)             | 11              |
| Mundo (Billboard Global 200)                      | 21              |
| Grécia Internacional (IFPI)                       | 9               |
| Hungria (Rádiós Top 40)                           | 24              |
| Hungria (Single Top 40)                           | 17              |
| Hungria (Stream Top 40)                           | 38              |
| Irlanda (IRMA)                                    | 53              |
| Itália (FIMI)                                     | 44              |
| Kazakhstan Airplay (TopHit)                       | 11              |
| Latvia Airplay (LAIPA)                            | 12              |
| Lituânia (AGATA)                                  | 22              |
| Países Baixos (Dutch Top 40)                      | 8               |
| Países Baixos (Single Top 100)                    | 28              |
| Nova Zelândia (Recorded Music NZ)                 | 38              |
| Noruega (VG-lista)                                | 27              |
| Polónia (Polish Airplay Top 100)                  | 41              |
| Portugal (AFP)                                    | 27              |
| Roménia (Romania Radio Airplay)                   | 3               |
| Roménia (Romania TV Airplay)                      | 3               |
| Russia Airplay (TopHit)                           | 8               |
| San Marino (SMRRTV Top 50)                        | 7               |
| Singapura (RIAS)                                  | 28              |
| Eslováquia (Rádio Top 100)                        | 5               |
| Eslováquia (Singles Digitál Top 100)              | 15              |
| Koréia do Sul Download (Circle)                   | 78              |
| Espanha (PROMUSICAE)                              | 96              |
| Suécia (Sverigetopplistan)                        | 29              |
| Suíça (Schweizer Hitparade)                       | 25              |
| Ukraine Airplay (TopHit)                          | 65              |
| Reino Unido (UK Singles Chart)                    | 40              |
| Estados Unidos (Billboard Hot 100)                | 32              |
| Estados Unidos (Billboard Adult Contemporary)     | 27              |
| Estados Unidos (Billboard Adult Top 40)           | 16              |
| Estados Unidos (Billboard Dance/Mix Show Airplay) | 22              |
| Estados Unidos (Billboard Mainstream Top 40)      | 10              |
| Estados Unidos (Billboard Rhythmic)               | 11              |
| Vietnam (Vietnam Hot 100)                         | 43              |

| Gráfico (2023)              | Posição de pico |
| --------------------------- | --------------- |
| Belarus Airplay (TopHit)    | 4               |
| CIS Airplay (TopHit)        | 6               |
| Estonia Airplay (TopHit)    | 9               |
| Kazakhstan Airplay (TopHit) | 18              |
| Latvia Airplay (TopHit)     | 56              |
| Lithuania Airplay (TopHit)  | 59              |
| Romania Airplay (TopHit)    | 9               |
| Russia Airplay (TopHit)     | 9               |
| Ukraine Airplay (TopHit)    | 65              |

| Gráfico (2022)                 | Posição |
| ------------------------------ | ------- |
| Bélgica (Ultratop 50 Flanders) | 193     |
| Bélgica (Ultratop 50 Wallonia) | 132     |
| Holanda (Dutch Top 40)         | 60      |

| Gráfico (2023)                    | Posição |
| --------------------------------- | ------- |
| Belarus Airplay (TopHit)          | 4       |
| Bélgica (Ultratop 50 Wallonia)    | 42      |
| Canadá (Canadian Hot 100)         | 61      |
| CIS Airplay (TopHit)              | 6       |
| Estonia Airplay (TopHit)          | 38      |
| Alemanha (Official German Charts) | 97      |
| Global Excl. US (Billboard)       | 190     |
| Kazakhstan Airplay (TopHit)       | 25      |
| Lithuania Airplay (TopHit)        | 158     |
| Holanda (Dutch Top 40)            | 70      |
| Romania Airplay (TopHit)          | 20      |
| Russia Airplay (TopHit)           | 6       |
| Ukraine Airplay (TopHit)          | 190     |
| US Mainstream Top 40 (Billboard)  | 41      |
| US Rhythmic (Billboard)           | 49      |

## Certificações
| Região                                                                  | Certificação | Unidades certificadas/vendas |
| ----------------------------------------------------------------------- | ------------ | ---------------------------- |
| Austrália (ARIA)                                                        | Platina      | 70.000 ‡                     |
| Áustria (IFPI Áustria)                                                  | Ouro         | 15.000 ‡                     |
| Bélgica (BEA)                                                           | Ouro         | 20.000 ‡                     |
| Canadá (Music Canada)                                                   | Ouro         | 40.000 ‡                     |
| Dinamarca (IFPI Dinamarca)                                              | Ouro         | 45.000 ‡                     |
| França (SNEP)                                                           | Diamante     | 333.333 ‡                    |
| Alemanha (BVMI)                                                         | Ouro         | 200.000 ‡                    |
| Hungria (MAHASZ)                                                        | Platina      | 4.000 ‡                      |
| Itália (FIMI)                                                           | Platina      | 100.000 ‡                    |
| Polônia (ZPAV)                                                          | Platina      | 50.000 ‡                     |
| Portugal (AFP)                                                          | Ouro         | 5.000 ‡                      |
| Suíça (IFPI Suíça)                                                      | Ouro         | 10.000 ‡                     |
| Reino Unido (BPI)                                                       | Prata        | 200.000 ‡                    |
| Estados Unidos (RIAA)                                                   | Platina      | 1.000.000 ‡                  |
| ‡ Os números de vendas e streaming são baseados apenas na certificação. |              |                              |

## Histórico de lançamento
| Região         | Data                   | Formato                    | Rótulo   | Ref.   |
| -------------- | ---------------------- | -------------------------- | -------- | ------ |
| Various        | 22 de setembro de 2022 | Digital download streaming | Columbia | [ 92 ] |
| Itália         | 23 de setembro de 2022 | Radio airplay              | Columbia | [ 93 ] |
| Estados Unidos | 27 de setembro de 2022 | Contemporary hit radio     | Columbia | [ 94 ] |